# Manfred Kuschmann
Manfred Klaus Kuschmann (né le 25 juillet 1950 à Coswig et mort le 13 février 2002 à Halle) est un athlète allemand spécialiste des courses de fond.

## Biographie
Concourant sous les couleurs de la République démocratique allemande dès le début des années 1970, Manfred Kuschmann se distingue lors des Championnats d'Europe de 1974, à Rome, en remportant le titre du 10 000 mètres dans le temps de 28 min 25 s 75, devant le Britannique Tony Simmons et l'Italien Giuseppe Cindolo. Aligné par ailleurs dans l'épreuve du 5 000 mètres, il se classe deuxième de la finale en 13 min 23 s 93, devancé largement par le Britannique Brendan Foster.

### Palmarès
| Date | Compétition           | Lieu | Résultat | Épreuve  |
| ---- | --------------------- | ---- | -------- | -------- |
| 1974 | Championnats d'Europe | Rome | 2e       | 5 000 m  |
| 1974 | Championnats d'Europe | Rome | 1er      | 10 000 m |

### Records
| Épreuve  | Performance    | Lieu      | Date           |
| -------- | -------------- | --------- | -------------- |
| 5 000 m  | 13 min 19 s 51 | Stockholm | 5 juillet 1977 |
| 10 000 m | 28 min 09 s 56 | Leipzig   | 4 juillet 1974 |